# Raadvad
 For alternative betydninger, se Raadvad (virksomhed).
Raadvad eller Rådvad er en lille bebyggelse i Taarbæk Sogn og Lyngby-Taarbæk Kommune ved Mølleåen imellem Jægersborg Hegn og Dyrehaven. Den allernordligste del af Raadvad, herunder Raadvad Kro, ligger dog i Rudersdal Kommune. Den er opstået som en tidlig industriby omkring vandmøllen Raadvad Mølle.
I Raadvad ligger et vandrerhjem og Raadvad Kro, Center for Bygningsbevaring, Naturskole samt Raadvad Fabrik og Raadvad Byen, en klynge af de tidligere arbejderboliger, der i dag andelsboligforening.
Blandt personer med tilknytning til Raadvad er sølvsmeden Georg Jensen, marinemaleren Axel Lind, egnshistorikeren Svend Aage Larsen og
Andrea Kibenich. Siden midten af 1970'erne Raadvad Bronzeværksted med billedhuggerne Steffen Lüttge og Stine Ring Hansen. Desuden billedhugger Sys Svinding, keramiker Bente Hansen, tekstildesigner Lisbet Friis, KatART, m.fl.
Raadvad Stenhuggeri under stenhuggermester Stig Andersen er internationalt anerkendt for bygningsrestaurering.

## Fabrikken Raadvad
Stedet har givet navn til virksomheden Raadvad, der blev grundlagt 1758 under navnet Raadvaddams Fabrikker. Virksomheden producerede især husgeråd.
Efter 1. verdenskrig skiftede fabrikken navn til Raadvads Knivfabrikker og i en periode fremstilledes udelukkende knive og brødskærere (brødmaskiner). I 1970'erne flyttede virksomheden fra Raadvad til Brønderslev og er i dag en del af koncernen Fiskars.
Fabriksbygningerne i Raadvad anvendes som værksteder for kunstnere, designere, konservering og bevaringsværdige håndværk, mm, og to gange årligt kan man besøge udstillinger i Raadvad 40 - Den gamle Knivfabrik.